# NR Canis Majoris
NR Canis Majoris (NR CMa) és un estel a la constel·lació del Ca Major de magnitud aparent +5,62 que s'hi troba a 301 anys llum de distància. Dins de 2.972.000 anys s'hi trobarà a 57 anys llum, la mínima distància a la qual estarà del sistema solar, moment en el qual brillarà amb magnitud +1,98.

## Característiques
NR Canis Majoris és un estel blanc de la seqüència principal de tipus espectral A9Vn, també catalogata com a F2V. Té una temperatura efectiva de 7145 K i una lluminositat 44 vegades superior a la lluminositat solar. Hom pensa que està abandonant la seqüència principal, cosa que ve recolzada per la seva excessiva lluminositat així com per la seva grandària; a partir del seu diàmetre angular estimat, 0,55 mil·lisegons d'arc, es pot avaluar que el seu radi és 5,4 vegades més gran que el radi solar. Gira sobre si mateixa amb una velocitat de rotació igual o major de 185 km/s i té una massa 2,18 vegades major que la del Sol.
NR Canis Majoris té una companya estel·lar visualment separada d'ella 1,52 segons d'arc. La magnitud aparent d'aquesta acompanyant és +9,51.
L'òrbita galàctica de NR Canis Majoris, amb una notable excentricitat d'e = 0,46, determina que la seva distància respecte al centre de la galàxia varie entre 7,3 i 19,8 kiloparsecs. En l'actualitat s'hi troba molt propera al periastre, coincidint amb el Sistema Solar, però en un futur tornarà a allunyar-se considerablement del centre de la Via Làctia.

## Variablidad
NR Canis Majoris és una variable Delta Scuti la lluentor del qual varia 0,02 magnituds en un període de 0,1662 dies. La seva variabilitat va ser descoberta pel satèl·lit Hipparcos. Les variables Delta Scuti, també denominades cefeides nanes, experimenten variacions en la seva lluentor degudes a pulsacions radials i no-radials de la seva superfície.
Caph (β Cassiopeiae), ρ Puppis i θ² Tauri són les més lluentes dins d'aquest grup.